# Sylvie Verheyde
Sylvie Verheyde (* 1967) ist eine französische Filmregisseurin und Drehbuchautorin.

## Leben
Sylvie Verheyde studierte Geografie, Musik und Kunst. Anfang der 1990er Jahre erregte sie mit ihren Kurzfilmen Aufmerksamkeit auf internationalen Festivals. Ihr Debütfilm Un frère... wurde dann auf dem Filmfestival in Cannes 1997 aufgeführt.
Für den autobiografisch gefärbten Spielfilm Stella wurde sie auf den Filmfestivals in Gent und Gijón für das beste Drehbuch ausgezeichnet.
2019 spielt sie in Hafsia Herzis Du verdienst eine Liebe (Tu mérites un amour) als Schauspielerin („Ava“) mit.

## Filmografie (Auswahl)
- 1992: La maison verte (Kurzfilm)
- 1997: Ein Bruder… (Un frère…)
- 2000: Princesses
- 2001: Un amour de femme (TV)
- 2007: Unwiderstehlich (Sang froid) (TV)
- 2007: Scorpion – Der Kämpfer (Scorpion, nur Drehbuch)
- 2008: Stella
- 2012: Confession (Confession d'un enfant du siècle)
- 2013: Lescop, la nuit américaine (Kurzfilm)
- 2016: Sex Doll
- 2019: Du verdienst eine Liebe (Tu mérites un amour)
- 2021: Madame Claude